# Уго Коломбіні
Уго Коломбіні (італ. Ugo Colombini; нар. 7 жовтня 1967) — колишній італійський тенісист.
Найвищу одиночну позицію світового рейтингу — 274 місце досяг 11 лютого 1991, парну — 137 місце — 6 березня 1989 року.
Найвищим досягненням на турнірах Великого шолома було 2 коло в парному та змішаному парному розрядах.

## Титули на челленджерах

### Одиночний розряд: (1)
| Ранг | Рік  | Турнір              | Покриття | Суперник    | Рахунок       |
| ---- | ---- | ------------------- | -------- | ----------- | ------------- |
| 1.   | 1991 | Бенін-Сіті, Нігерія | Тверде   | Яхія Думбіа | 6–4, 3–6, 6–4 |

### Парний розряд: (2)
| Ранг | Рік  | Турнір           | Покриття | Партнер    | Суперники                    | Рахунок  |
| ---- | ---- | ---------------- | -------- | ---------- | ---------------------------- | -------- |
| 1.   | 1989 | Дублін, Ірландія | Килим    | Пол Векеса | Тед Шермен Пітер Райт        | 6–4, 6–4 |
| 2.   | 1991 | Лагос, Нігерія   | Тверде   | Пол Векеса | Данієль Марко Клеман Н'Горан | 7–5, 6–1 |